# Заида (опера)
«Заида», KV 344, (нем. Zaïde) — незаконченная опера-зингшпиль В. А. Моцарта на либретто Иоганна Андреаса Шахтнера; сочинение 1780 г.

## История создания
В 1778 году император Иосиф II сделал заказ на сочинение комической оперы. Моцарт начал работу над оперой в 1779 году, но вскоре бросил её, чтобы уделять больше внимание сочинению оперы «Идоменей», и больше к этой работе не возвращался. Вскоре, партитура была потеряна, и вновь найдена во фрагментах вдовой Моцарта Констанцей в 1799 г.
Премьера оперы, включавшей финал, дописанный И. А. Андре, состоялась во Франкфурте 27 января 1866 года.

## Действующие лица
- Заида — сопрано
- Гомац — тенор
- Аллазим — бас
- Султан Солиман — тенор
- Осмин — бас
- Зарам, капитан караула — разговорная роль
- Четыре раба — теноры

## Синопсис
Действие происходит в Турции в XVI веке.
Заида, христианская пленница султана Солимана влюбляется в Гомаца, раба Солимана, что вызывает гнев и ревность султана. С помощью Аллазима, они пытаются бежать, но безуспешно. Влюбленных приговаривают к смерти. Однако Аллазим, несколько лет назад спасший султану жизнь, помилован, и молит о милости в отношении влюбленных… На этом опера обрывается.

## Музыкальные номера
«Заида» содержит в себе элементы комической оперы и оперы-seria, что является редкостью для того времени; кроме того, это единственное сочинение Моцарта, где встречается мелодрама — драматический монолог, сопровождающийся музыкой.
Едва ли не единственным известным номером из этой оперы является ария Заиды «Ruhe sanft, mein holdes Leben».
Акт 1
- 1. Brüder, lasst uns lustig sein — Хор рабов
- 2. Мелодрама
- 3. Ruhe sanft, mein holdes Leben — Ария Заиды
- 4. Rase, Schicksal — Ария Гомаца
- 5. Meine Seele hüpft vor Freuden — Дуэт Заиды и Гомаца
- 6. Herr und Freund, wie dank ich dir! — Ария Гомаца
- 7. Nur mutig, mein Herze — Аллазим
- 8. O selige Wonne! — Терцет Заиды, Гомаца и Аллазима

Acte 2
- 9. Мелодрама и Der stolze Löw' lässt sich zwar zähmen — Ария Солимана
- 10. Wer hungrig bei der Tafel sitzt — Ария Осмина
- 11. Ich bin so bös als gut — Ария Золимана
- 12. Trostlos schluchzet Philomele — Ария Заиды
- 13. Tiger! Wetze nur die Klauen — Ария Заиды
- 14. Ihr Mächtigen seht ungerührt — Ария Аллазима
- 15. Freundin! stille deine Tränen — Квартет Гомаца, Золимана, Аллазима и Заиды

## Избранная дискография
- 2006 Николаус Арнонкур, оркестр Concentus Musicus, Вена: Флориан Бёш, Антон Шарингер, Диана Дамрау, Михаэль Шаде, Рудольф Шашинг.
- 2004 Пол Гудвин, оркестр Академии старинной музыки, Лондон: Олаф Бяр, Линн Доусон, Ханс Петер Блохвиц, Герберт Липперт.

## Восточный мотив в опере конца XVIII века
Турки на европейской сцене появились в XVII в., когда, после визита ко двору французского короля Людовика XIV делегации турецкого султана, родилась комедия-балет Мольера и Люлли с её знаменитой сценой посвящения в «мамамуши». В XVIII веке в моду вошли так называемые «оперы спасения» (зингшпили с драматической интригой и неожиданно счастливым финалом). Действие, как правило, разворачивалось в султанских гаремах, куда попадала христианская пленница, спасаемая её возлюбленным. При этом в духе французских просветителей противопоставлялись европейская «испорченная» цивилизация (в лице Влюбленного) и «дикое», но естественное благородство (в лице турецкого султана, паши и т. п.) Так, в 1735 г. в опере Жана-Филиппа Рамо «Галантные Индии» великодушный турок прощает преступления своего врага и возвращает ему его возлюбленную. В 1777 г. в Зальцбурге была представлена опера Михаэля Гайдна «Заида» по повести Вольтера, а в 1782 г. самим Моцартом была написана и поставлена опера «Похищение из сераля». На схожий сюжет сочинял и придворный композитор российской императрицы Екатерины II Василий Пашкевич. Его опера «Тунисский паша» была сочинена в 1783 г., но музыка её до наших дней не дошла.